# Памятник Римскому-Корсакову
Памятник Н. А. Римскому-Корсакову — скульптурный памятник выдающемуся русскому композитору, педагогу, дирижёру, общественному деятелю, музыкальному критику, участнику «Могучей кучки» Н. А. Римскому-Корсакову.
Установлен в 1952 году в Санкт-Петербурге на Театральной площади у здания Ленинградской консерватории, профессором которой Н. А. Римский-Корсаков был без малого сорок лет. Авторы памятника скульпторы В. Я. Боголюбов, В. И. Ингал, архитектор М. А. Шепилевский. Памятник является объектом культурного наследия федерального значения.

## История создания
Скульпторы В. Я. Боголюбов и В. И. Ингал, начали работу над памятником Н. А. Римскому-Корсакову ещё во время Великой Отечественной войны, после того как в 1944 году к столетию со дня рождения композитора Совет Народных Комиссаров СССР принял Постановление об установке памятника в Ленинграде. Предварительный проект был готов к 1945 году. Изначально скульпторы планировали изобразить Римского-Корсакова в полный рост подобно памятнику Глинке, но затем отказались от этой идеи. Скульптура была отлита в 1950 году на заводе «Монументскульптура». Для сооружения постамента использовались гранитные блоки демонтированного в 1937 году памятника Александру III на Знаменской площади, а также гранит с острова Путсаари. Обрабатывали гранит на заводах «Баррикада» и «Красное Знамя». Торжественное открытие памятника состоялось 30 ноября 1952 года.

## Описание
Н. А. Римский-Корсаков изображён сидящим, погружённым в чтение партитуры. Его правая рука слегка приподнята и готова начать дирижировать. Поза композитора непринуждённая, взгляд серьёзный и сосредоточенный.
На лицевой стороне прямоугольного постамента, выполненного из блоков красного полированного гранита, золочёными знаками вырезана надпись: «Николаю Андреевичу / Римскому-Корсакову / 1844—1908».
Высота скульптуры составляет 3,3 м, высота постамента — 3,5 м.